# Rhangena roseipennis
Rhangena roseipennis är en fjärilsart som beskrevs av Moore 1886. Rhangena roseipennis ingår i släktet Rhangena och familjen nattflyn. Inga underarter finns listade.